# Emory & Henry Wasps
Los Emory & Henry Wasps (Avispas del Colegio de Emory & Henry), también conocido como E&H Wasps, es el equipo deportivo que representa al Emory & Henry College ubicado en la ciudad de Emory, Virginia, en la NCAA Division II dentro del sistema deportivo universitario. Los Wasps son miembros de la South Atlantic Conference y planean competir en todos sus deportes en la SAC en 2022–23. Emory & Henry cuenta con 20 deportes: 9 en masculino, 9 en femenino, y 2 mixtos. Anteriormente Emory & Henry participaba en la Old Dominion Athletic Conference (ODAC) de NCAA Division III de la temporada 1976–77 hasta la 2020–21.

## Mascota
La mascota oficial de Emory & Henry es las avispas (en inglés: Wasps. Hay muchos rumores en cuanto al origen de la mascota, el más común y aceptado actualmente es por la primera vez que llamaron así al equipo de fútbol americano de Emory & Henry luego de jugar su primer partido en el Neyland Stadium en Tennessee por el periódico local de Knoxville newspaper. En el partido Emory and Henry perdió por 27–0, y el periódico local puso como encabezado "esos jóvenes de Virginia salieron como avispas".

## Deportes

### Lista de Equipos
| Masculino - Béisbol - Baloncesto - Cross Country - Fútbol americano - Golf - Fútbol - Natación - Tenis - Atletismo - Lucha | Femenino - Baloncesto - Cross Country - Golf - Fútbol - Softbol - Natación - Tenis - Atletismo - Voleibol - Lucha | Mixtos - Animación - Hípica |

## Investigación de la NCAA
El programa de fútbol americano de Emory & Henry football estuvo bajo investigación por violaciones en el reglamento de la NCAA en 2014. Las acusaciones se hicieron públicas después de que renunciara el anterior entrenador Don Montgomery del programa de fútbol americano por la presidenta de la universidad Dr. Rosalind Reichard. El periódico estudiantil reportó que las acusaciones fueron a causa de una falta de "control institucional" en el departamento atlético.